# Coniopteryx torquata
Coniopteryx torquata är en insektsart som beskrevs av Meinander 1980. Coniopteryx torquata ingår i släktet Coniopteryx och familjen vaxsländor. Inga underarter finns listade i Catalogue of Life.